# Bébé

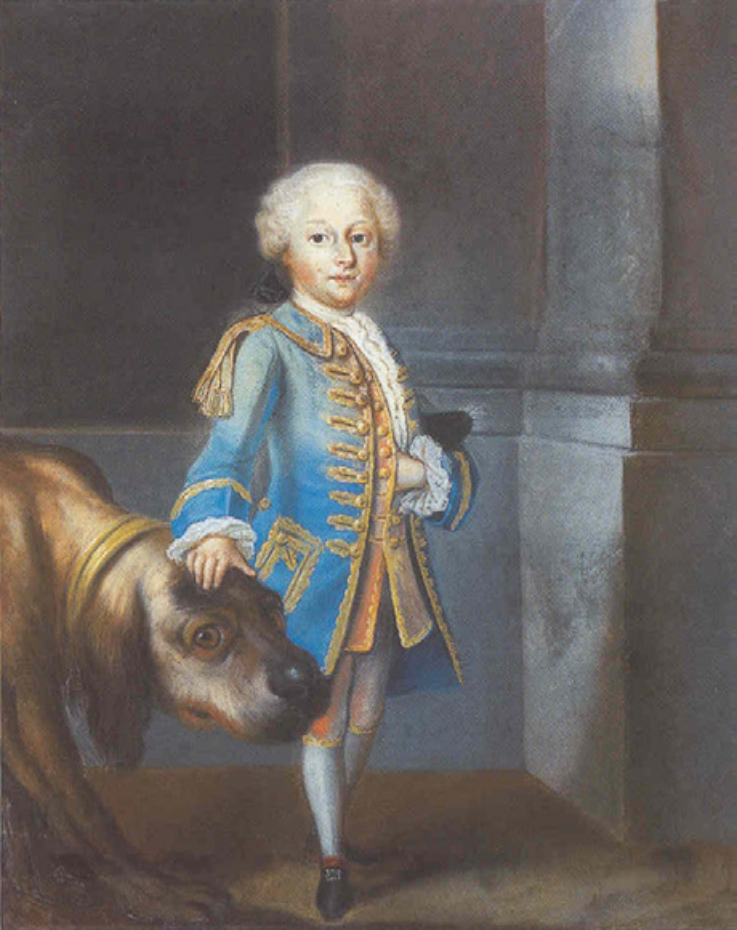
Bébé

Nicolas Ferry, ook bekend als Bébé (Champenay, 14 oktober 1741 - 8 juni 1764), was een Franse dwerg aan  het hof van de Poolse koning Stanislaus Leszczyński. Hij stierf op 22-jarige leeftijd en mat toen 86 centimeter. 
De koning kocht Bébé van zijn ouders, en bood hem in 1747 als verjaarscadeau aan de koningin aan. Na haar dood in 1748 werd hij het eigendom van haar nicht, de prinses van Talmont. Hij woonde in een huisje dat voor hem gebouwd was in een gang van Château de Lunéville.
Hij was niet erg intelligent en kon niet lezen of schrijven. Toen de Poolse dwerg Józef Boruwłaski het hof bezocht was de vergelijking niet gunstig voor Bébé. Boruwłaski was kleiner, was erg gevat en wist hoe zich aan het hof te gedragen. Bébé werd zo kwaad dat hij Boruwłaski aanviel en hem in het haardvuur probeerde te werpen. 
Bébé is zijn hele leven aan het hof van Stanislaus gebleven.